# Université de Meisei
L'université de Meisei (明星大学, Meisei Daigaku) est située dans la ville de Hino, préfecture de Tōkyō, dans le centre du Japon.

## Historique
Fondée en 1923 et initialement nommée « Meisei Jitsumu School », l'université de Meisei a pris son nom actuel en avril 1964.

## Composition
L'université de Meisei est composée de plusieurs facultés : 
- Faculté d'éducation
- Faculté des sciences humaines
- Faculté des sciences et ingénierie
- Faculté d'économie
- Faculté des sciences de l'information
- Faculté des arts et du design
- Graduate school

## Relations internationales
L'université de Meisei a signé des conventions internationales avec des institutions universitaires de différents continents (Amérique du Nord, Europe, Asie et Océanie).

## Personnalités liées

### Anciens étudiants
- Naoki Urasawa, dessinateur et scénariste de manga japonais